# エボシダイ
エボシダイ（学名：Nomeus gronovii）は、スズキ目エボシダイ科に属する海水魚。エボシダイ属 (Nomeus) は単型。大西洋東部と地中海を除く世界中の温帯と熱帯の海に分布する。幼魚はカツオノエボシの触手の中で生活し、触手と生殖器を食べる。漁業の対象ではない。

## 分類・名称
種小名はオランダの動物学者であるLaurentius Theodorus Gronoviusへの献名。英名のMan-of-war fishは、稚魚から幼魚期にカツオノエボシ(Man-of-war)の触手の間で生活することに由来する。

## 形態
細長い体と大きな目、大きな腹鰭、青黒色の縞とまだら模様、二叉型の尾鰭が特徴。体長は39cmに達する。背鰭は二基あり、合計で9 - 13棘と24 - 28軟条から、臀鰭は1 - 2棘と24 - 29軟条から成る。椎骨は41個。

## 生態
成魚は大きな群れを形成し、寿命は5年。大西洋、太平洋、インド洋に分布し、幼魚は表層に、成魚は水深200 - 1,000 mの外洋の深海に生息する。太平洋とインド洋で多く見られるが、大西洋東部では少ない。日本では幼魚が太平洋沿岸で見られる。
稚魚から幼魚期にかけてはカツオノエボシなどのクラゲ類と共生することが知られているが、本種がクラゲの体の一部を食べたり、逆にクラゲが本種を食べることがあるため、この共生関係が互いにとってどのような利益があるのかは不明である。本種がカツオノエボシの触手の間を住みかとすることができるのは、カツオノエボシの刺胞の毒に一定の耐性を持ち、基本的に素早く触手を避けるためである。
椎骨が多いため敏捷性は高い。主に胸鰭を使って泳ぐが、これは狭い場所での遊泳に特化した結果である。複雑な皮膚とカツオノエボシの毒素に対する少なくとも1つの抗原を持つ。カツオノエボシの毒素に対する耐性は他の魚の10倍以上あるが、大型の触手に刺されることがあるため避けている。小型の触手には刺されないようで、本種は頻繁に小型の捕食を捕食している。
放卵し、受精することで繁殖する。卵と幼魚は外洋に特化している。産卵数は100から1000。受精卵は4 - 5日で孵化する。

## シノニム
- Gobius albula Meuschen, 1781 (ambiguous)
- Gobius gronovii J. F. Gmelin, 1789
- Eleotris mauritii Bloch & Schneider, 1801
- Nomeus mauritii (Bloch & J. G. Schneider, 1801)
- Nomeus maculosus Bennett, 1831
- Nomeus peronii Valenciennes, 1833
- Nomeus maculatus Valenciennes, 1840
- Nomeus oxyurus Poey, 1860
- Nomeus dyscritus Whitley, 1931